# Chlorofylinit
Chlorofylinit – macerał z grupy liptynitu. Występuje tylko w węglach brunatnych. Powstaje z zielonej substancji roślinnej chlorofilu; barwa jaskrawo czerwona może czasem występować w komórkach tekstynitu.